# Miquel Payà i Rico
Miquel Payà i Rico (Beneixama, 20 de desembre de 1811 — Toledo, 24 de desembre de 1891) va ser un cardenal valencià. Després de ser bisbe de Conca i arquebisbe de Santiago de Compostel·la, fou arquebisbe de Toledo i, per tant, primat d'Espanya.

## Biografia
Va transcórrer la infantesa a Onil, d'on era originària la seua família. Va estudiar a la Universitat de València i al Seminari Conciliar, fent estudis de filosofia, teologia i dret canònic, especialitat de la que seria professor a la Universitat. Va ser ordenat sacerdot l'any 1836, i el 1841 va ser nomenat rector de la parròquia del seu poble, Beneixama. Durant aquest període es va dedicar a construir l'església, només amb recursos econòmics dels fidels locals.
El 1844 va tornar a València, on va ser professor de la Universitat i del Seminari. El 1848 va ser nomenat capellà major de la Confraria de Nostra Senyora del Miracle i va començar a ocupar-se de la direcció del diari El Eco de la Religión, on va publicar articles en contra de la propugnada llibertat religiosa pels sectors liberals.
Va obtenir per oposició la canongia lectoral de la Catedral de València, on va prestar serveis fins a ser nomenat bisbe de Conca el 5 de març de 1858. Fou consagrat bisbe a la catedral de València el 12 de setembre del mateix any.
Va participar en el Concili Vaticà I amb una disertació de defensa de la infal·libilitat pontifícia, prerrogativa que finalment hi seria aprovada.
Va ser nomenat arquebisbe de Sant Jaume de Galícia el 16 de gener de 1874. Sota la seua guia es va restaurar la catedral, possibilitant la troballa de les restes de l'apòstol, i va fundar el manicomi de Conjó. El beat Pius IX el va nomenar cardenal del títol de Ss. Quirico e Giulitta el 12 de març de 1877 i com a tal intervigué en el conclave de 1878 que va elegir el seu successor, el papa Lleó XIII.
Va ser nomenat senador per la circumscripció de Biscaia l'any 1871.
Va culminar la seua carrera com a arquebisbe de Toledo, Primat d'Espanya, i patriarca titular de les Índies Occidentals, responsabilitat que va ocupar des de l'any 1886 fins a la seua mort. En aquesta condició, aquell mateix any li pertocà de batejar el rei Alfons XIII.